# Siljansnäs
Siljansnäs är en tätort i Leksands kommun, Dalarnas län och kyrkby i Siljansnäs socken.
Siljansnäs tätort ligger på en större halvö i södra delen av sjön Siljan, i västra delen av  Leksands kommun. Tätorten består av byarna Näsbyggebyn, Backbyn, Hallen samt Västra och Östra Björken. Bebyggelsen ligger i huvudsak på sluttningarna av Björkberget och Hallberget.

## Historia
Namnet syftar på det näs i Siljan där huvuddelen av Siljansnäs socken är belägen. Innan Siljansnäs avsöndrades som egen socken utgjorde orten en egen fjärding med namnet Näsbygge fjärding efter Näsbyggebyn. När Siljansnäs blev egen socken uppfördes 1875 en kyrka mellan byarna Björken och Hallen. Det är bebyggelsen runt denna plats som i modern tid kommit att förtätas och bilda det som idag är Siljansnäs tätort.

### Befolkningsutveckling
| Befolkningsutvecklingen i Siljansnäs 1960–2020 | Befolkningsutvecklingen i Siljansnäs 1960–2020 | Befolkningsutvecklingen i Siljansnäs 1960–2020 | Befolkningsutvecklingen i Siljansnäs 1960–2020 | Befolkningsutvecklingen i Siljansnäs 1960–2020 |
| ---------------------------------------------- | ---------------------------------------------- | ---------------------------------------------- | ---------------------------------------------- | ---------------------------------------------- |
|                                                |                                                |                                                |                                                |                                                |
| År                                             |                                                |                                                | Folkmängd                                      | Areal (ha)                                     |
| 1960                                           | 1960                                           |                                                | 940                                            |                                                |
| 1965                                           | 1965                                           |                                                | 964                                            |                                                |
| 1970                                           | 1970                                           |                                                | 976                                            |                                                |
| 1975                                           | 1975                                           |                                                | 1 048                                          |                                                |
| 1980                                           | 1980                                           |                                                | 1 290                                          |                                                |
| 1990                                           | 1990                                           |                                                | 1 309                                          | 375                                            |
| 1995                                           | 1995                                           |                                                | 1 284                                          | 381                                            |
| 2000                                           | 2000                                           |                                                | 1 227                                          | 382                                            |
| 2005                                           | 2005                                           |                                                | 1 307                                          | 382                                            |
| 2010                                           | 2010                                           |                                                | 1 268                                          | 381                                            |
| 2015                                           | 2015                                           |                                                | 1 274                                          | 466                                            |
| 2020                                           | 2020                                           |                                                | 1 293                                          | 466                                            |
|                                                |                                                |                                                |                                                |                                                |

## Samhället

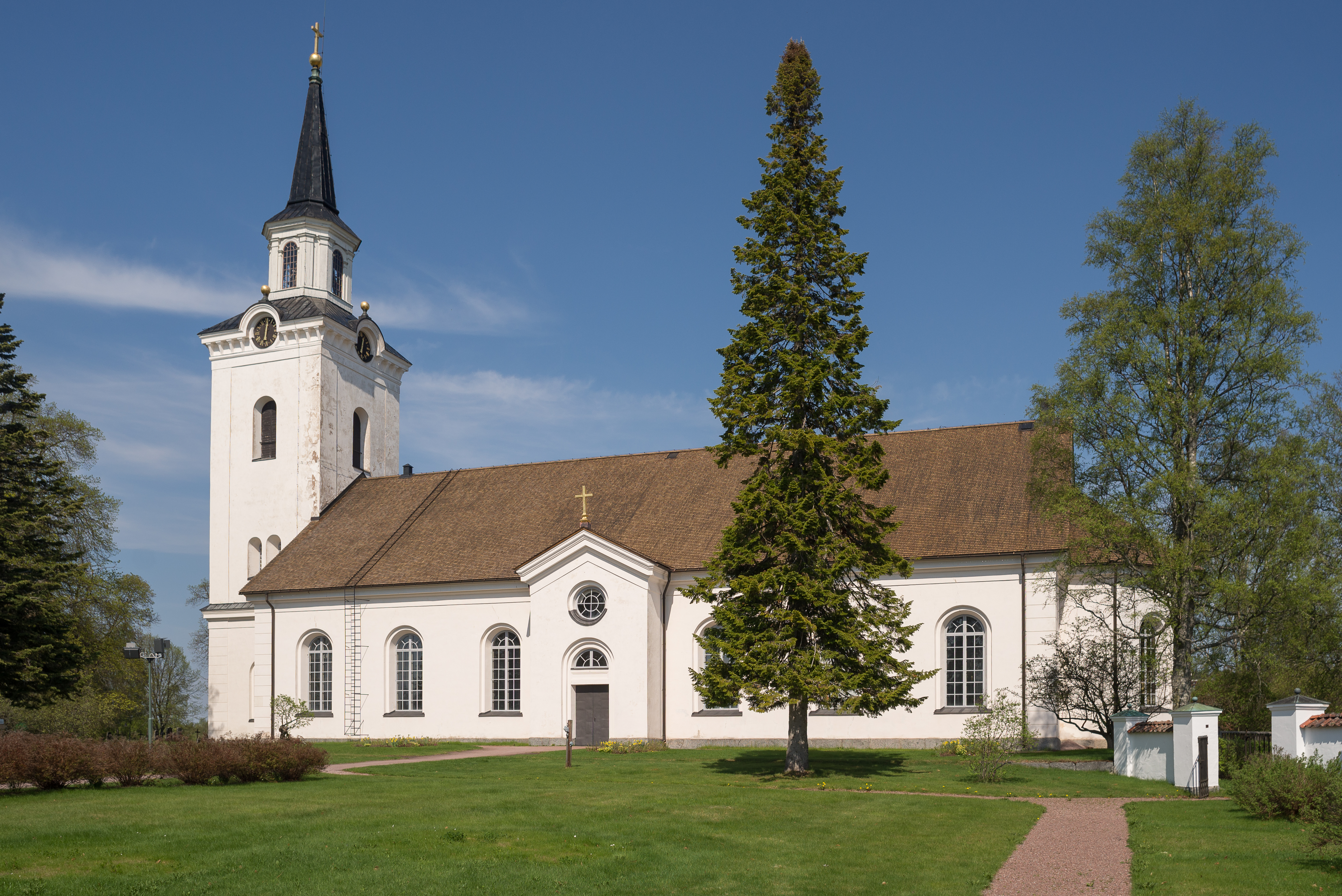
Siljansnäs kyrka.

I Siljansnäs finns en låg- och mellanstadieskola,  livsmedelsaffär, träindustrier, ett antal mindre serviceföretag, hotell och stugby med minigolf.
Under vinterhalvåret är Granbergets skidbacke öppen, vilken drivs av Leksands kommun.

## Flygfält
Siljansnäs har ett flygfält för privatflygplan där Siljansnäs flygklubb bedriver sin verksamhet. Flygfältet började under 2006 bebyggas för att bli Siljan airpark, som därmed blev Nordens första airpark. 

## Evenemang och musik
Varje år på Midsommardagen anordnas i Siljansnäs den klassiska Kyrkbåtsrodden. Kyrkbåtar från hela Siljan tävlar i denna deltävling som har sin bansträckning från Byrviken till Siljansnäs camping.
Varje år på Siljansnäsdagen hålls en av deltävlingarna till världsmästerskapen i Game of logging, det vill säga motorsågstävlingar. Siljansnäsdagen är en dag med familjeaktiviteter och marknadsstånd från bygdens lokala företag och organisationer.
Siljansnäs spelmanslag spelar folkmusik från Siljanstrakten.

## Personer från orten
Siljansnäs-Anders (1872-1919) var en känd atlet och brottare som var aktiv åren 1897-1919. Vid två tillfällen turnerade han i USA som professionell brottare där han genomförde åtminstone 15 matcher i tungviktsklassen. Han gick obesegrad genom sju proffsmatcher i grekisk-romersk brottning i Chicago år 1906. I Sverige blev han mest känd för konststycket att slå långa spikar genom tjocka plankor med blotta handen.

## Se även

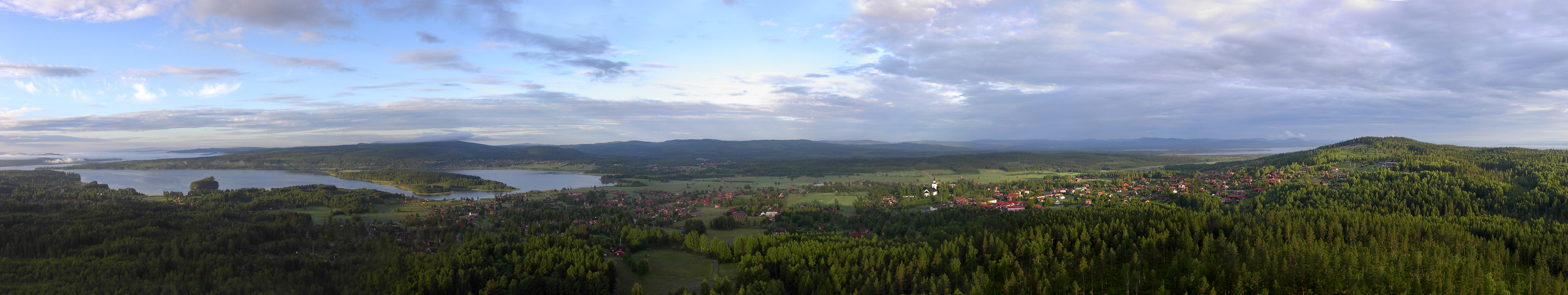
Panorama över Siljansnäs.